# Megumi Fujii
Megumi Fujii (jap. 藤井 恵 Fujii Megumi; ur. 26 kwietnia 1974 w Tokio) – japońska zawodniczka mieszanych sztuk walki (MMA), sambistka oraz grapplerka, czterokrotna srebrna medalistka mistrzostw świata w sambo (1998, 1999, 2002, 2003), dwukrotna brązowa medalistka mistrzostw świata w submission fighting ADCC (2005, 2007) oraz finalistka turnieju MMA organizacji Bellator FC (2010). Była zawodniczka m.in. w Bellator FC, Shooto, World Victory Road oraz DREAM.

## Kariera sportowa
Fujii specjalizuje się w submission fightingu, judo, sambo oraz brazylijskim jiu-jitsu. W latach 1998–1999 oraz 2002-2003 zdobywała srebrne medale mistrzostw świata w sambo federacji FIAS. W 2005 roku zdobyła brązowy medal na VI Mistrzostwach Świata ADCC w kat -60 kg które odbywały się w Kalifornii. Dwa lata później ponownie stanęła na najniższym stopniu podium podczas VII Mistrzostw Świata ADCC w New Jersey startując kategorię niżej (-55 kg). Poza tymi osiągnięciami dwukrotnie wygrywała mistrzostwa panamerykańskie w brazylijskim jiu-jitsu w wadze superpiórkowej.
Trenuje pod okiem wieloletniego zawodnika Shooto Hiroyuki Abe oraz byłego zawodnika PRIDE i UFC Josha Barnetta.

## Kariera MMA
Fujii zadebiutowała w mieszanych sztukach walki 5 sierpnia 2004 roku na japońskiej gali Smackgirl. Wygrała wtedy z rodaczką Yumi Matsumoto przez poddanie (duszenie zza pleców). W latach 2004–2009 walczyła głównie w Japonii na galach Shooto, Smackgirl, Jewels oraz notując kilka wygranych pojedynków za granicą m.in. poddając Amerykankę Lisę Ellis-Ward w Kanadzie czy w USA pokonując Amerykankę Cody Welchlin.

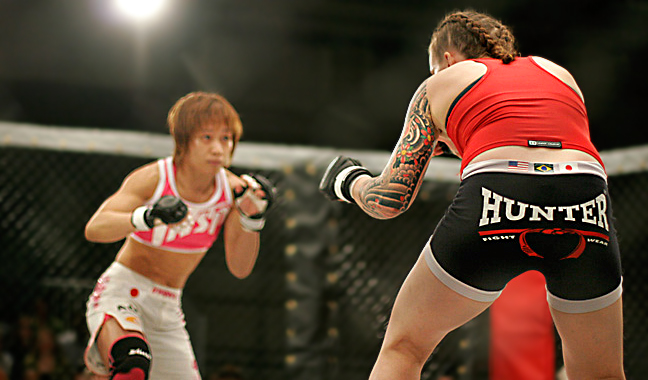
Fujii (z lewej) kontra Cody Welchlin

W 2010 roku Fujii związała się z amerykańską organizacją Bellator Fighting Championships. W swojej debiutanckim pojedynku pokonała Amerykankę Sarę Schneider przez TKO. Wygrana ta pozwoliła Fujii na wystartowanie w turnieju wagi piórkowej kobiet.
12 sierpnia 2010 na Bellator 24 w ćwierćfinale turnieju Fujii pokonała Amerykankę Carlę Esparze przez poddanie (dźwignia na staw łokciowy), natomiast w półfinale 30 września 2010 (Bellator 31) zwyciężyła ponownie Lisę Ellis-Ward, poddając ją dźwignią.
W finale turnieju który się odbył 28 października 2010 na gali Bellator 34 przegrała z Amerykanką Zoilą Gurgel po pięciorundowym pojedynku niejednogłośnie na punkty, notując tym samym pierwszą porażkę w zawodowej karierze.
Jeszcze w tym samym roku, na sylwestrowej gali Soul of Fight pokonała rodaczkę Emi Fujino przez jednomyślną decyzję sędziowską.
9 lipca 2011 roku stoczyła wygrany pojedynek z Miką Nagano na gali Jewels 15th Ring. 31 grudnia 2011 na sylwestrowej gali DREAM Genki Desu Ka Fujii pokonała Karlę Benitez przez poddanie w 1. rundzie. W 2012 i 2013 przegrywała z Amerykanką Jessicą Aguilar na punkty.

## Osiągnięcia
Grappling:
- 2003: Mistrzostwa Panamerykańskie IBJJF w brazylijskim jiu-jitsu -  w kat. superpiórkowej, purpurowe/brązowe/czarne pasy[3]
- 2004: Mistrzostwa Panamerykańskie IBJJF w brazylijskim jiu-jitsu -  w kat. superpiórkowej, purpurowe/brązowe/czarne pasy[4]
- 2005: VI Mistrzostwa Świata ADCC -  w kat. -60 kg
- 2006: Mistrzostwa Panamerykańskie IBJJF w brazylijskim jiu-jitsu -  w kat. superpiórkowej, brązowe/czarne pasy[5]
- 2007: VII Mistrzostwa Świata ADCC -  w kat. -55 kg

Sambo:
- 1998-2005: Ośmiokrotna zwyciężczyni mistrzostw Japonii w sambo
- 1998: XXII Mistrzostwa Świata FIAS w sambo -  w kat. -52 kg
- 1999: XXIII Mistrzostwa Świata FIAS w sambo -  w kat. -52 kg
- 2002: XXVI Mistrzostwa Świata FIAS w sambo -  w kat. -52 kg
- 2003: XXVII Mistrzostwa Świata FIAS w sambo -  w kat. -52 kg

Mieszane sztuki walki:
- 2010: Bellator Season 3 Women's Tournament - finalistka turnieju w wadze piórkowej